# Adam Frank
Adam Frank  (sinh ngày 1 tháng 8 năm 1962) là nhà vật lý, nhà thiên văn học và nhà văn người Mỹ. Nghiên cứu khoa học của ông tập trung vào vật lý thiên văn điện toán với việc nhấn mạnh vào sự hình thành sao và giai đoạn cuối của quá trình tiến hóa sao. Hiện tại công việc của ông bao gồm các nghiên cứu về khí quyển ngoại hành tinh và sinh học vũ trụ. Lĩnh vực sau bao gồm các nghiên cứu về phản ứng chung của các hành tinh đối với sự phát triển của các nền văn minh sử dụng nhiều năng lượng (nền văn minh ngoài hành tinh).
Tác phẩm nổi tiếng của ông tập trung vào các vấn đề của khoa học trong bối cảnh văn hóa của nó. Các chủ đề bao gồm: các vấn đề về khí hậu và tương lai của con người, công nghệ và tiến hóa văn hóa; bản chất của tâm trí và kinh nghiệm; khoa học và tôn giáo. Ông là người đồng sáng lập Blog Văn hóa và Vũ trụ 13.7 của NPR., một người đóng góp thường xuyên cho All Things Considered và không thường xuyên cho tờ New York Times.

## Cuộc đời và sự nghiệp
Frank sinh ngày 1 tháng 8 năm 1962 tại Belleville, New Jersey. Ông theo học Đại học Colorado cho công việc sinh viên của mình và nhận bằng Tiến sĩ từ Đại học Washington. Ông giữ vị trí sau tiến sĩ tại Đại học Leiden ở Hà Lan và Đại học Minnesota. Năm 1995, Frank được trao học bổng Hubble. Năm 1996, ông nhận lời mời làm giảng viên của Đại học Rochester, mà ông hiện là giáo sư vật lý thiên văn.
Trọng tâm nghiên cứu của Frank là cơ học chất lưu vật lý thiên văn. Nhóm nghiên cứu của ông đã phát triển mã sàng lọc lưới thích ứng AstroBEAR được dùng để mô phỏng động lực chất lỏng từ tính chảy trong phạm vi vật lý thiên văn. Các dự án sử dụng AstroBEAR bao gồm nghiên cứu các máy bay phản lực từ các nguyên mẫu cũng như sự phát triển của tinh vân hành tinh vào cuối cuộc đời của một ngôi sao kiểu Mặt Trời.

## Tác phẩm nổi tiếng
Cuốn sách đầu tiên của Frank là The Constant Fire: Beyond the Science vs. Religion Debate, xuất bản năm 2009. Nó thảo luận về mối quan hệ đang diễn ra giữa khoa học và tôn giáo.
Năm 2010, Frank đồng sáng lập Blog Văn hóa và Vũ trụ 13.7 của NPR với Marcelo Gleiser. Năm 2018, blog của Frank và Gleiser đã chuyển sang tạp chí ORBITER với một cái tên mới, 13.8: Science, Culture, and Meaning. Frank cũng viết bài cho tạp chí Discover.
Cuốn sách thứ hai của Frank, được xuất bản vào mùa thu năm 2011, About Time: Cosmology and Culture at the Twilight of the Big Bang khám phá mối quan hệ giữa việc thay đổi ý tưởng trong vũ trụ học và ý tưởng văn hóa của thời gian.
Frank đã viết một bài báo có tiêu đề "Yes, There Have Been Aliens", dựa trên những quan sát thiên văn của ông, trong đó tuyên bố "một nghìn tỷ nền văn minh vẫn sẽ xuất hiện trong quá trình lịch sử vũ trụ."
Frank đã viết một cuốn sách giáo khoa khoa học đại học có tựa đề Astronomy At Play in the Cosmos, được xuất bản vào tháng 9 năm 2016.
Cuốn sách gần đây nhất của Frank có tựa đề Light of the Stars. Alien Worlds and the Fate of the Earth được xuất bản vào ngày 12 tháng 6 năm 2018. Cuốn sách cố gắng điều chỉnh lại các cuộc tranh luận về biến đổi khí hậu bằng cách cho thấy nó là một hiện tượng chung sẽ xảy ra trên hầu hết mọi nền văn minh công nghệ trên bất kỳ hành tinh nào. Do đó, nó khám phá cái mà Frank gọi là Sinh học vũ trụ của thế Nhân Sinh.

## Giải thưởng
- 2009 Best American Science and Nature Writing[12]
- 1999 American Astronomical Society Solar Physics Division Popular Writing Award for a Scientist[13]
- 1997-2002 NSF CAREER Grant[14]
- 1995 Hubble Fellow[2]

## Ấn phẩm chọn lọc
- The Constant Fire: Beyond the Science vs Religion Debate, University of California Press (ngày 10 tháng 1 năm 2009), ISBN 978-0-520-26586-8
- The End of the Beginning: Cosmology Culture and Time at the Twilight of the Big Bang, (Sept 27, 2010), ISBN 978-0-452-27606-2
- Light of the Stars. Alien Worlds and the Fate of the Earth, (ngày 12 tháng 6 năm 2018), ISBN 978-0-393-60901-1